# Bactrocera nigrofemoralis
Bactrocera nigrofemoralis är en tvåvingeart som beskrevs av Tsuruta och White 2001. Bactrocera nigrofemoralis ingår i släktet Bactrocera och familjen borrflugor. Inga underarter finns listade.